# Paradinas de Abajo
Paradinas de Abajo es una localidad de la comarca del Campo de Argañán, en la provincia de Salamanca, y en la comunidad autónoma de Castilla y León, España.
Pertenece al término municipal de Castillejo de Martín Viejo.

## Demografía
En 2017 Paradinas de Abajo contaba con una población de 23 habitantes, de los cuales 13 eran hombres y 10 mujeres. (INE 2017).
| Gráfica de evolución demográfica de Paradinas de Abajo entre 2000 y 2017                 |
|                                                                                          |
| Fuente: Instituto Nacional de Estadística de España - Elaboración gráfica por Wikipedia. |